# Scandichrestus
Scandichrestus là một chi nhện trong họ Linyphiidae.